# Ronde van Vlaanderen 2007/Startlijst
Onderstaand het deelnemersveld van de 91e Ronde van Vlaanderen verreden op 8 april 2007. De Italiaan Alessandro Ballan (Lampre–Fondital) kwam in Meerbeke als winnaar over de streep. De vijfentwintig deelnemende ploegen konden acht renners selecteren. De Belg Tom Boonen (Quick-Step) droeg nummer één als titelverdediger.
Deze editie van de Ronde van Vlaanderen was de laatste gereden door tweevoudig winnaar Peter Van Petegem (1999 en 2003). De Zwarte van Brakel beëindigde zijn carrière na het seizoen 2007. Hij reed voor Quick-Step–Innergetic als helper van Tom Boonen.

## Ploegen
| K = Kopman | DNF = Niet uitgereden | Vb. = Nationale kampioen op de weg 2006 |

### Quick-Step–Innergetic
1.  Tom Boonen K

2.  Paolo Bettini 

3.  Steven de Jongh DNF

4.  Peter Van Petegem

5.  Kevin Van Impe

6.  Gert Steegmans

7.  Sébastien Rosseler

8.  Kevin Hulsmans

### Predictor–Lotto
11.  Leif Hoste K 

12.  Greg Van Avermaet DNF

13.  Johan Vansummeren

14.  Roy Sentjens DNF

15.  Bert Roesems

16.  Björn Leukemans

17.  Wim Vansevenant

18.  Wim De Vocht

### Unibet.com
21.  Matthew Wilson

22.  Laurens ten Dam

23.  Matthé Pronk

24.  Jeremy Hunt

25.  Gorik Gardeyn

26.  Arnaud Coyot

27.  Baden Cooke K

28.  Jimmy Casper DNF

### Team CSC
31.  Stuart O'Grady

32.  Karsten Kroon

33.  Marcus Ljungqvist

34.  Matti Breschel DNF

35.  Fabian Cancellara K

36.  Kasper Klostergaard DNF

37.  Allan Johansen 

38.  Lars Michaelsen DNF

### Caisse d'Epargne
41.  José Joaquín Rojas DNF

42.  Éric Berthou DNF

43.  Florent Brard  DNF

44.  Imanol Erviti

45.  José Vicente García Acosta

46.  Vicente Reynes DNF

47.  Luis León Sánchez DNF

48.  Nicolas Portal DNF

### Euskaltel–Euskadi
51.  Andoni Aranaga DNF

52.  Unai Uribarri DNF

53.  Alan Pérez

54.  Iban Mayoz DNF

55.  Andoni Lafuente DNF

56.  Markel Irizar

57.  Iban Iriondo DNF

58.  Koldo Fernández DNF

### Saunier Duval–Prodir
61.  David Millar DNF

62.  Raivis Belohvoščiks

63.  Luciano Pagliarini DNF

64.  Ángel Gómez DNF

65.  Raúl Alarcón DNF

66.  Jesús del Nero

67.  Manuele Mori DNF

68.  Francisco Ventoso

### AG2r–Prévoyance
71.  Aljaksandr Oesaw

72.  Stéphane Poulhiès DNF

73.  Martin Elmiger

74.  Joeri Krivtsov DNF

75.  Laurent Mangel

76.  Lloyd Mondory DNF

77.  Christophe Riblon DNF

78.  Renaud Dion DNF

### Bouygues Telécom
81.  Mathieu Claude DNF

82.  Franck Renier

83.  Erki Pütsep 

84.  Yohann Gène

85.  Anthony Geslin

86.  Arnaud Labbe

87.  Alexandre Pichot DNF

88.  Rony Martias

### Cofidis
91.  Nick Nuyens K

92.  Sébastien Minard

93.  Kevin De Weert

94.  Michiel Elijzen DNF

95.  Tyler Farrar DNF

96.  Mathieu Heijboer DNF

97.  Cristian Moreni

98.  Staf Scheirlinckx

### Crédit Agricole
101.  Sébastien Hinault DNF

102.  Christophe Laurent

103.  Cyril Lemoine DNF

104.  Thor Hushovd K

105.  Jimmy Engoulvent DNF

106.  Julian Dean DNF

107.  William Bonnet

108.  László Bodrogi 

### La Française des Jeux
111.  Philippe Gilbert K

112.  Ludovic Auger

113.  Sébastien Chavanel DNF

114.  Christophe Detilloux DNF

115.  Fabien Patanchon DNF

116.  Christophe Mengin

117.  Frédéric Guesdon

118.  Thierry Marichal

### Gerolsteiner
121.  Sebastian Lang DNF

122.  Fabian Wegmann DNF

123.  Oscar Gatto DNF

124.  Heinrich Haussler

125.  David Kopp

126.  Sven Krauss

127.  Marcel Strauss DNF

128.  Tom Stamsnijder

### T-Mobile
131.  Bert Grabsch DNF

132.  Servais Knaven DNF

133.  Andreas Klier

134.  Lorenzo Bernucci DNF

135.  Marcus Burghardt K

136.  Kim Kirchen 

137.  Bernhard Eisel

138.  Roger Hammond DNF

### Lampre–Fondital
141.  Claudio Corioni

142.  Fabio Baldato

143.  Alessandro Ballan K 

144.  Daniele Bennati

145.  Daniele Righi

146.  Massimiliano Mori

147.  Paolo Fornaciari

148.  Enrico Franzoi

### Liquigas
151.  Filippo Pozzato K

152.  Roberto Petito DNF

153.  Frederik Willems

154.  Mauro Da Dalto

155.  Manuel Quinziato DNF

156.  Luca Paolini 

157.  Aljaksandr Koetsjynski

158.  Murilo Fischer DNF

### Team Milram
161.  Erik Zabel K DNF

162.  Marcel Sieberg DNF

163.  Fabio Sacchi

164.  Volodymyr Djoedja DNF

165.  Brett Lancaster

166.  Fabio Sabatini

167.  Ralf Grabsch

168.  Alessandro Cortinovis

### Rabobank
171.  Óscar Freire

172.  Matthew Hayman

173.  Michael Boogerd 

174.  Pedro Horrillo

175.  Bram de Groot

176.  Léon van Bon

177.  Joost Posthuma

178.  Juan Antonio Flecha K

### Astana
181.  Igor Abakoumov

182.  Dmitri Moeravjov

183.  Grégory Rast 

184.  Aaron Kemps DNF

185.  Benoît Joachim DNF

186.  Sergej Ivanov

187.  Gennadi Michajlov DNF

188.  Koen de Kort

### Discovery Channel
191.  Stijn Devolder K

192.  Pavel Padrnos DNF

193.  Matthew White

194.  Vladimir Goesev

195.  Steve Cummings DNF

196.  Antonio Cruz DNF

197.  Volodymyr Bileka

198.  Tomas Vaitkus

### Chocolade Jacques–Topsport Vlaanderen
201.  Niko Eeckhout  K DNF

202.  Pieter Ghyllebert DNF

203.  Evert Verbist

204.  Frederik Veuchelen

205.  Johan Coenen DNF

206.  Glenn D'Hollander DNF

207.  Kurt Hovelynck DNF

208.  Sven Renders

### Landbouwkrediet–Tönissteiner
211.  Bert De Waele

212.  James Vanlandschoot DNF

213.  Frédéric Amorison

214.  David Boucher

215.  Andy Cappelle

216.  Jan Kuyckx DNF

217.  Kevin Neirynck DNF

218.  Filip Meirhaeghe

### Wiesenhof–Felt
221.  Steffen Wesemann K

222.  Robert Wagner DNF

223.  Jörg Ludewig

224.  Stefan van Dijk DNF

225.  Felix Odebrecht DNF

226.  Olaf Pollack

227.  Daniel Musiol DNF

228.  Bas Giling

### Tinkoff Credit Systems
231.  Michail Ignatiev DNF

232.  Ilja Tsjernetski DNF

233.  Steffen Weigold

234.  Nikolaj Troesov DNF

235.  Elio Aggiano

236.  Salvatore Commesso

237.  Ivan Rovny DNF

238.  Anton Mindlin DNF

### Skil–Shimano
241.  Maarten den Bakker

242.  Aart Vierhouten

243.  Kenny van Hummel DNF

244.  Maarten Tjallingii

245.  Christian Müller DNF

246.  Christoph Meschenmoser DNF

247.  Floris Goesinnen

248.  David Deroo DNF

## Afbeeldingen

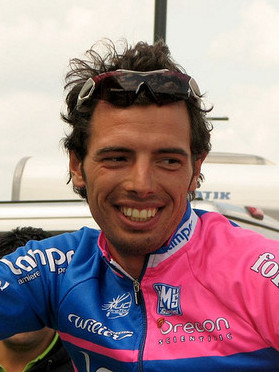
Alessandro Ballan
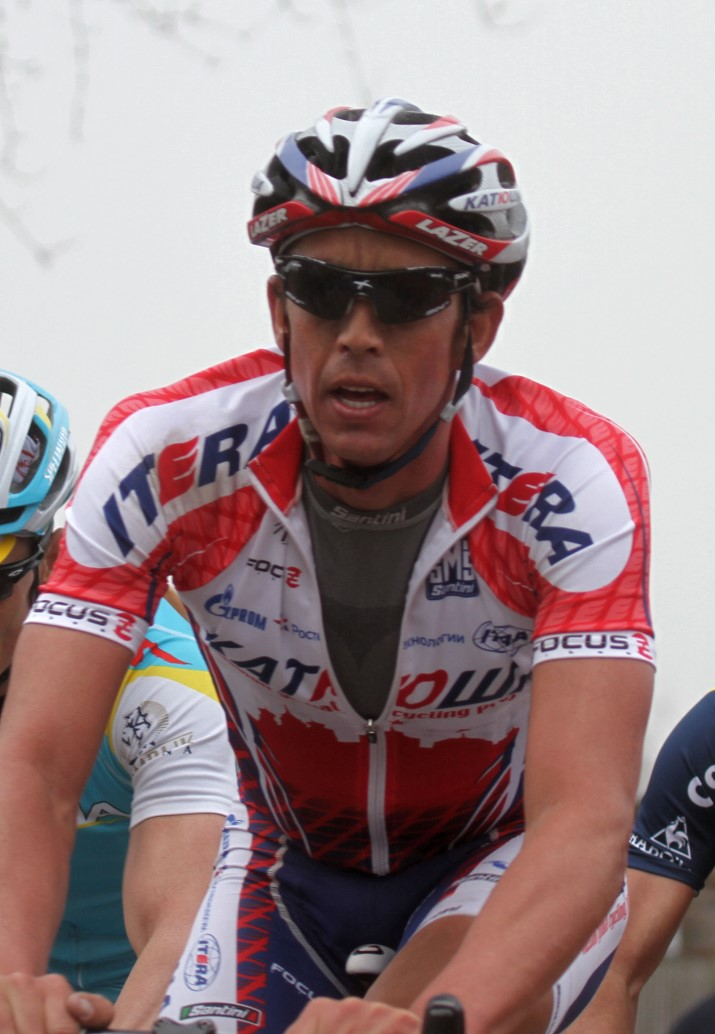
Leif Hoste
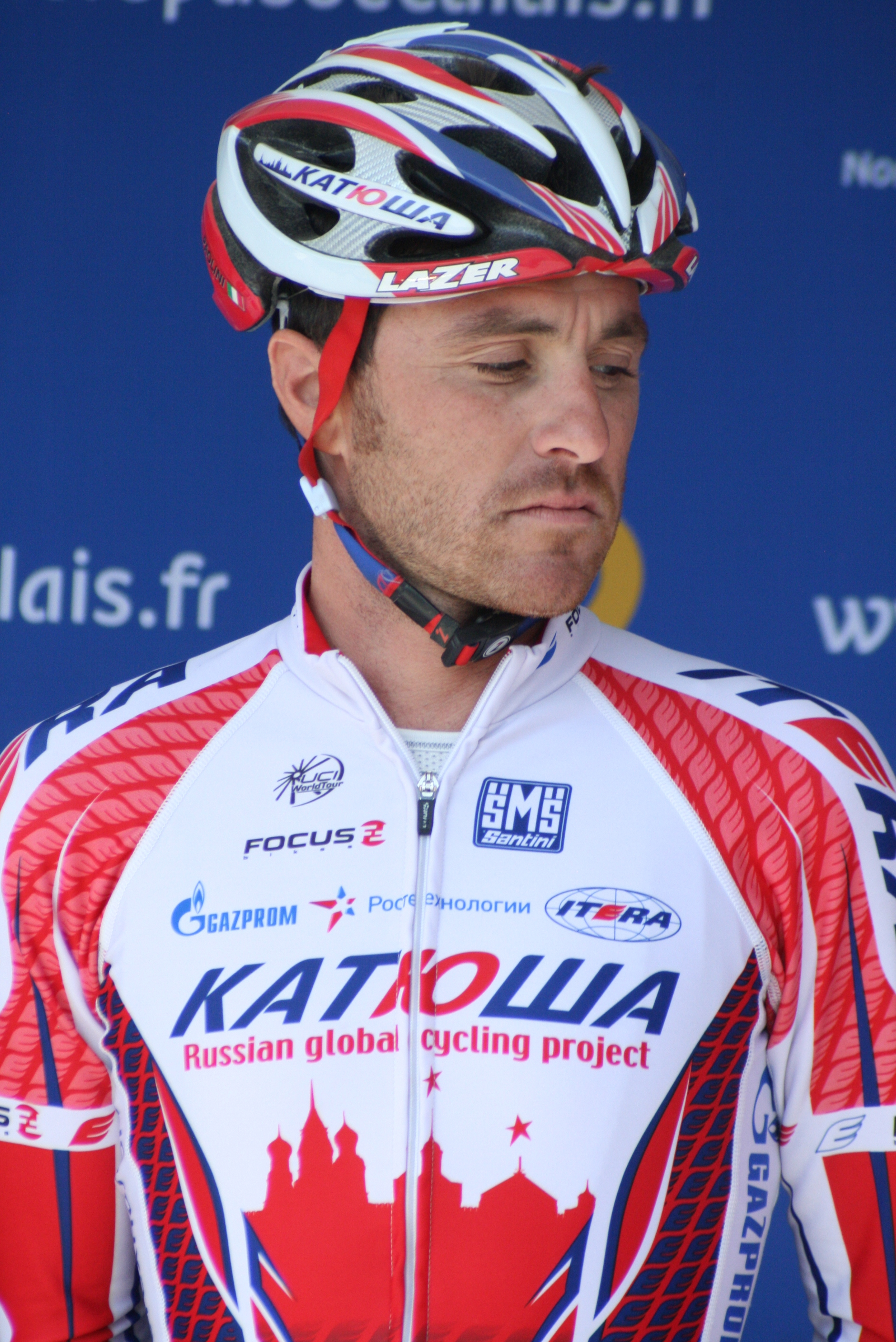
Luca Paolini
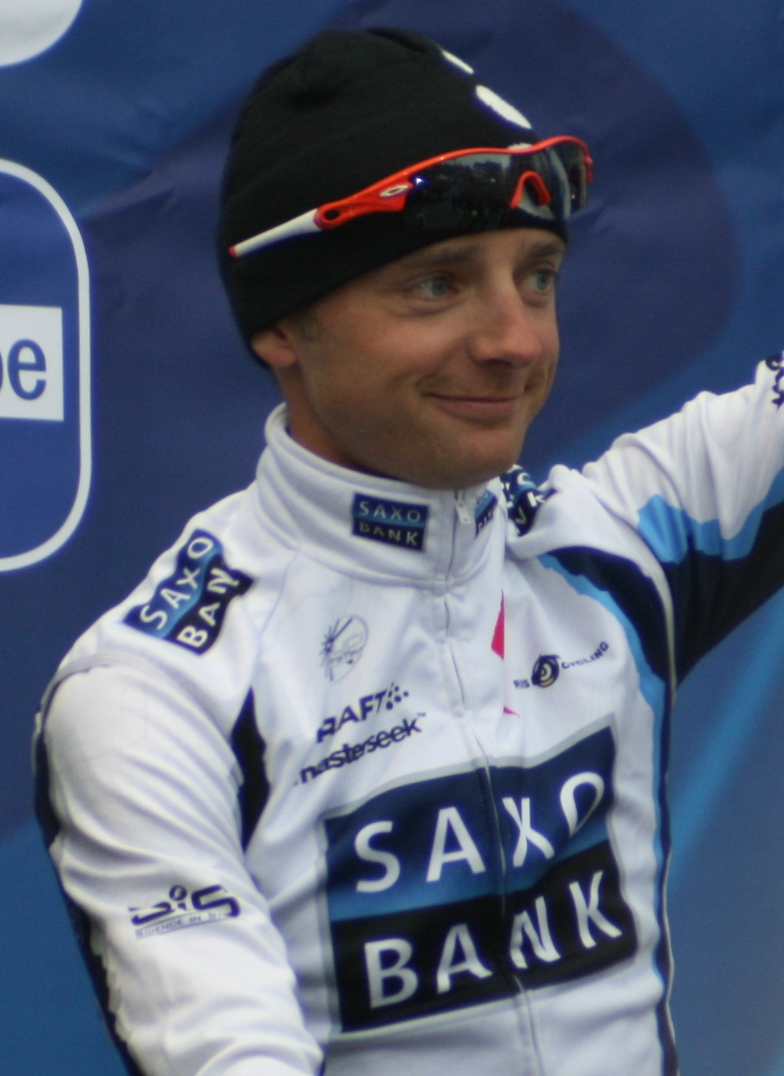
Karsten Kroon
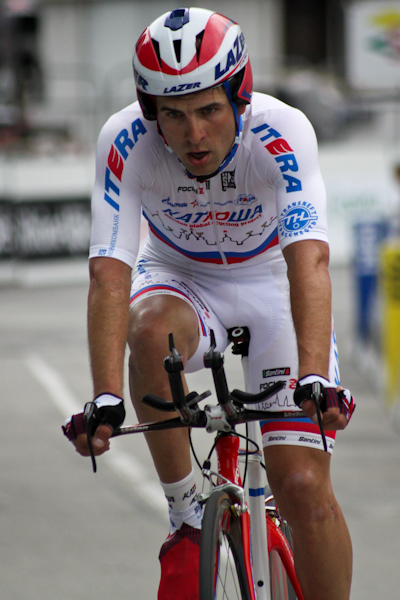
Vladimir Goesev
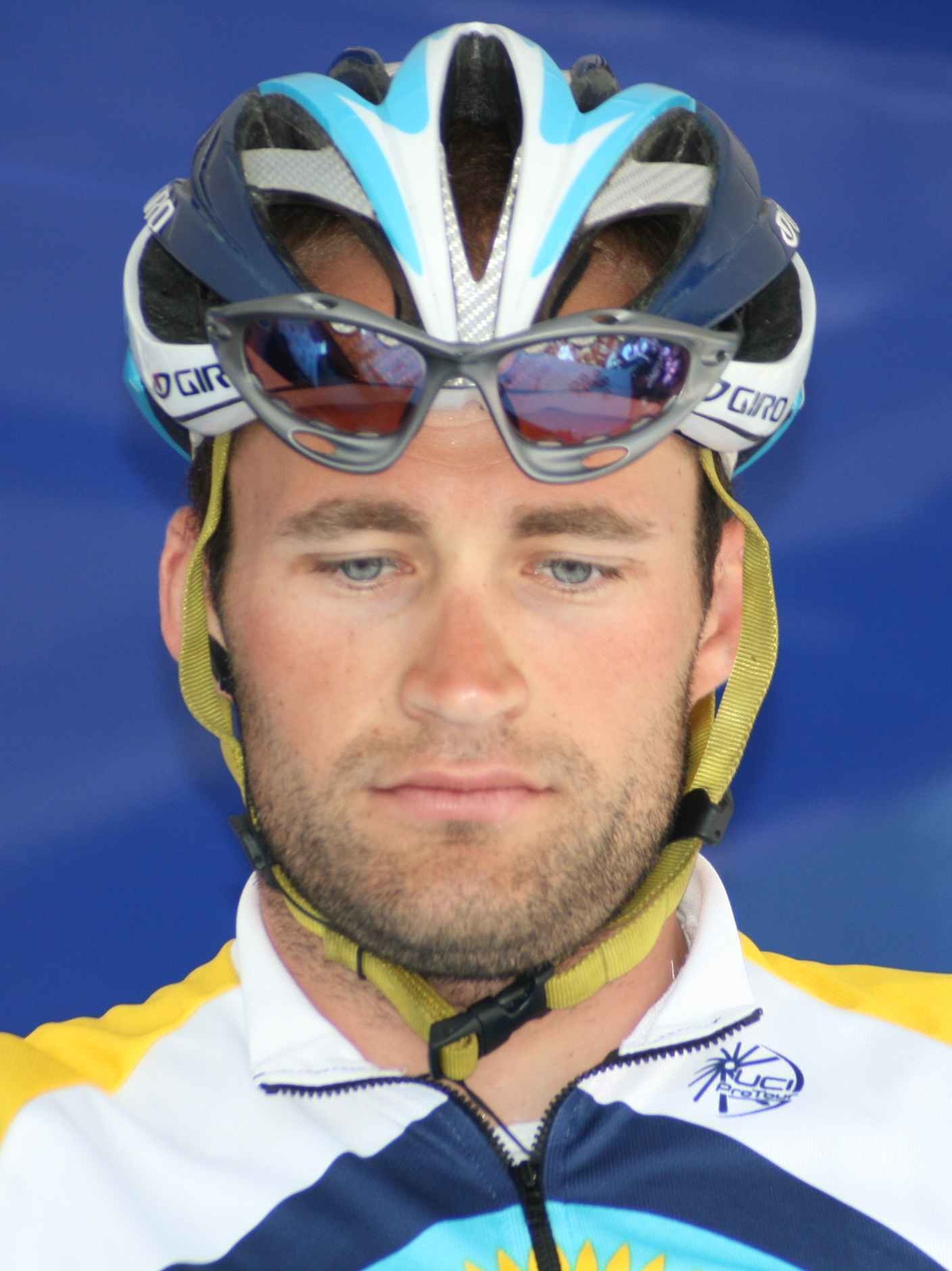
Tomas Vaitkus
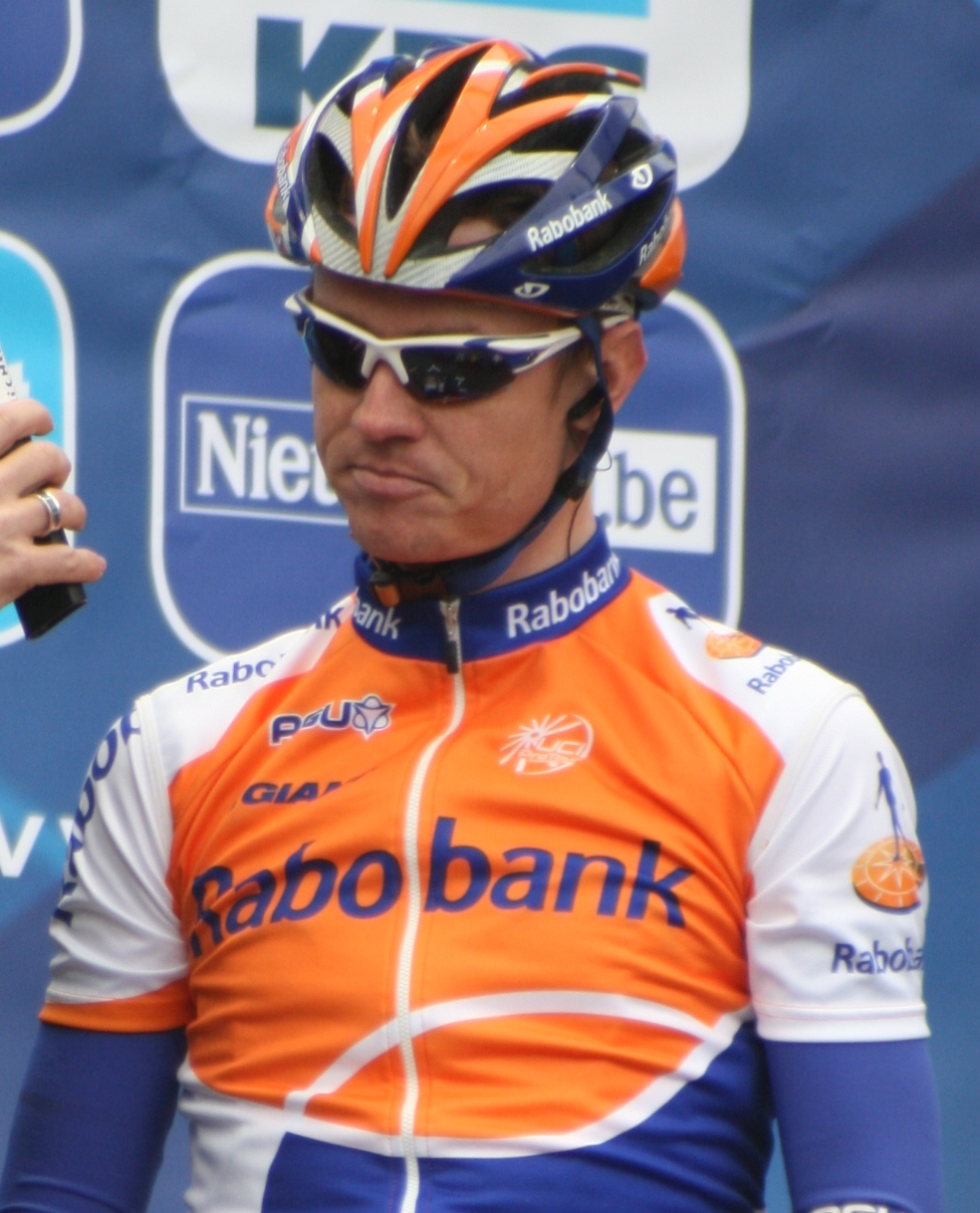
Nick Nuyens
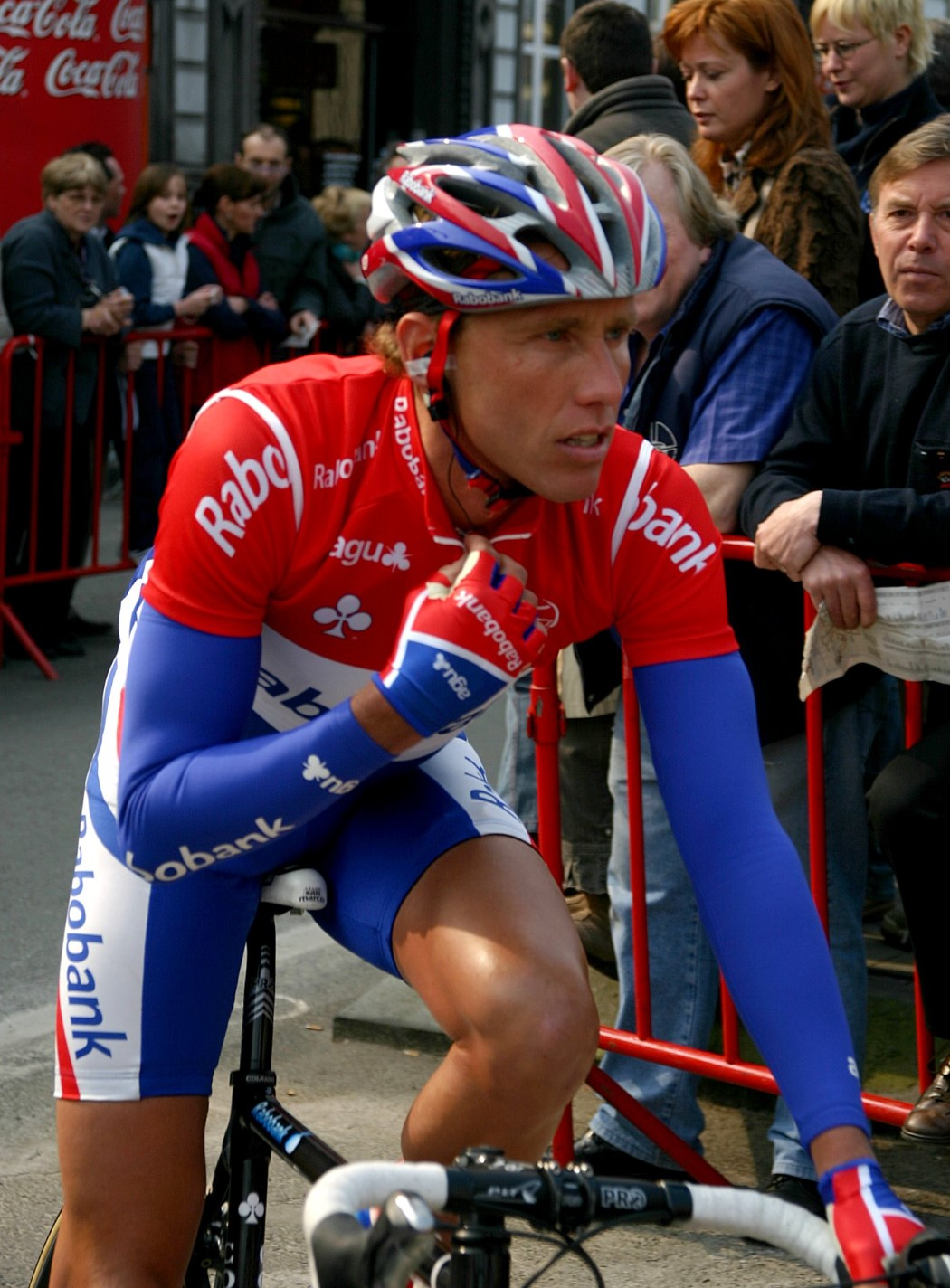
Michael Boogerd
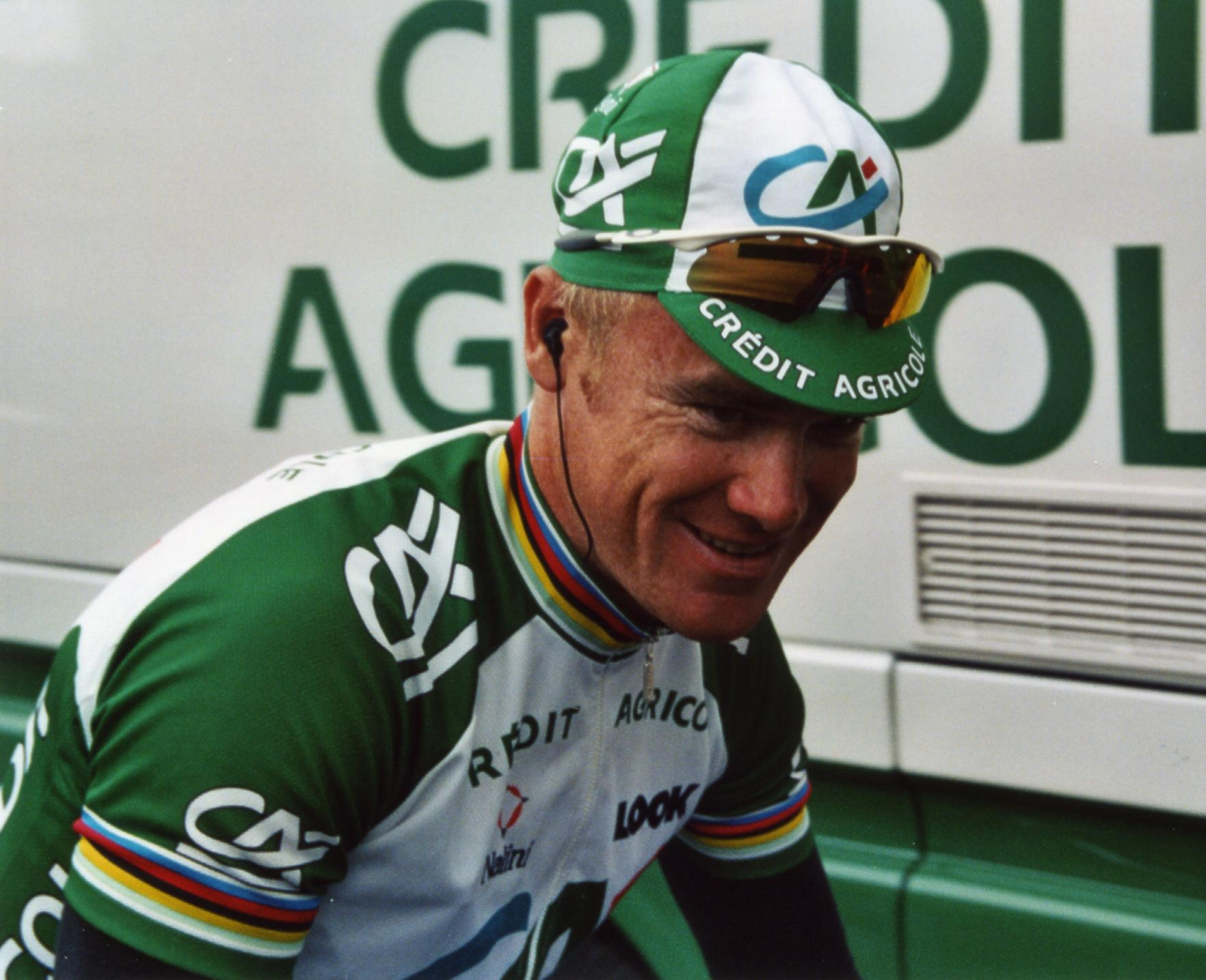
Stuart O'Grady
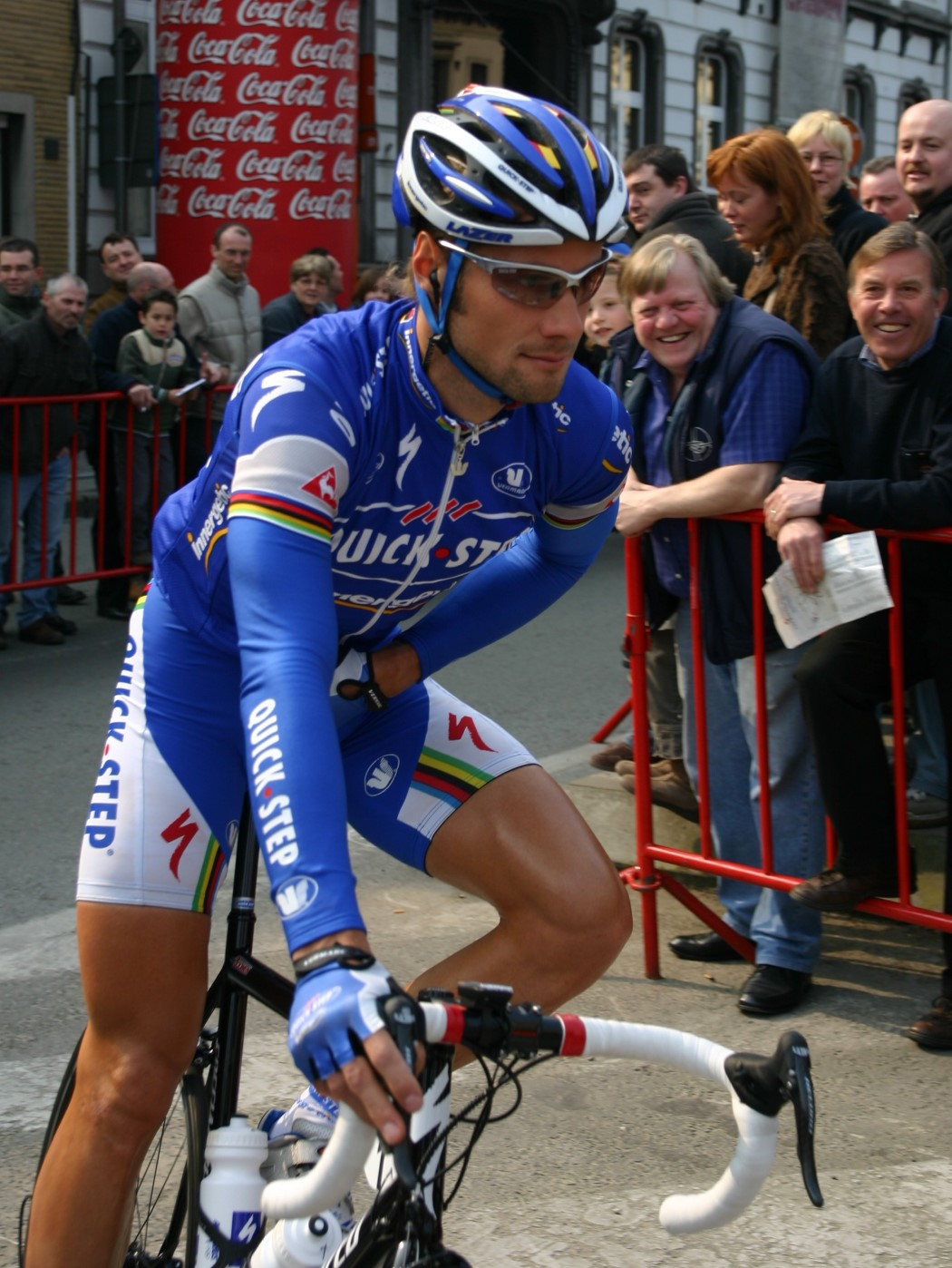
Tom Boonen

1913 · 
1914 · 
1915 · 
1916 · 
1917 · 
1918 · 
1919 · 
1920 · 
1921 · 
1922 · 
1923 · 
1924 · 
1925 · 
1926 · 
1927 · 
1928 · 
1929 · 
1930 · 
1931 · 
1932 · 
1933 · 
1934 · 
1935 · 
1936 · 
1937 · 
1938 · 
1939 · 
1940 · 
1941 · 
1942 · 
1943 · 
1944 · 
1945 · 
1946 · 
1947 · 
1948 · 
1949 · 
1950 · 
1951 · 
1952 · 
1953 · 
1954 · 
1955 · 
1956 · 
1957 · 
1958 · 
1959 · 
1960 · 
1961 · 
1962 · 
1963 · 
1964 · 
1965 · 
1966 · 
1967 · 
1968 · 
1969 · 
1970 · 
1971 · 
1972 · 
1973 · 
1974 · 
1975 · 
1976 · 
1977 · 
1978 · 
1979 · 
1980 · 
1981 · 
1982 · 
1983 · 
1984 · 
1985 · 
1986 · 
1987 · 
1988 · 
1989 · 
1990 · 
1991 · 
1992 · 
1993 · 
1994 · 
1995 · 
1996 · 
1997 · 
1998 · 
1999 · 
2000 · 
2001 · 
2002 · 
2003 · 
2004 · 
2005 · 
2006 · 
2007 · 
2008 · 
2009 · 
2010 · 
2011 · 
2012 · 
2013 · 
2014 · 
2015 · 
2016 · 
2017 · 
2018 · 
2019 · 
2020 · 
2021 · 
2022 · 
2023 · 
2024
Lijst van beklimmingen